# Тынеп
Тынеп — река в Туруханском районе Красноярского края России, левый приток Бахты (бассейн Енисея). Длина реки — 195 км. Площадь водосборного бассейна — 5840 км².
Река берёт начало на Тунгусском плато, к северу от Центральносибирского заповедника, почти на границе с Эвенкийским районом, на высоте более 500 м над уровнем моря. Преимущественно течёт на запад по холмистой тайге. На реке многочисленные пороги. Перед устьем поворачивает на север. Впадает в Бахту по левому берегу на отметке 59 м над уровнем моря, ниже впадения Хурингды, в 138 км от устья Бахты. Ширина перед устьем составляет 100-126 м при глубине 0,4 м, скорость течения в низовьях — 0,6-1,4 м/с. 

## Основные притоки
Указаны поименованные притоки длиной 30 км и более
| Название  | Расстояние от устья | Длина | Положение |
| --------- | ------------------- | ----- | --------- |
| Аякта     | 1                   | 92    | правый    |
| Порока    | 23                  | 33    | левый     |
| Майгуша   | 35                  | 48    | левый     |
| Хуричи    | 85                  | 73    | правый    |
| Таначи    | 117                 | 61    | левый     |
| Голомокор | 152                 | 32    | правый    |

## Данные водного реестра
По данным государственного водного реестра России и геоинформационной системы водохозяйственного районирования территории РФ, подготовленной Федеральным агентством водных ресурсов:
- Бассейновый округ — Енисейский
- Речной бассейн — Енисей
- Речной подбассейн — Енисей между впадением Подкаменной Тунгуски и Нижней Тунгуски
- Водохозяйственный участок — Енисей от впадения реки Подкаменная Тунгуска до впадения реки Нижняя Тунгуска
- Код водного объекта — 17010600112116100055770